# Kommata
Kommata (en griego: τὰ Κόμματα) fue una región y unidad administrativa histórica del Imperio bizantino en del sur Galacia (Anatolia central), en la actual Turquía.

## Historia
El origen del nombre es desconocido, pero puede hacer referencia a un localidad o fortaleza en algún lugar al sur de la actual Ankara. Es mencionada por primera vez en 872, como el objetivo de una incursión pauliciana liderada por Chrysocheir, antes de que fueran derrotados por el ejército bizantino en la batalla de Bathys Ryax.
El emperador León VI el Sabio (r. 886–912) creó el turma de Kommata a partir de cuatro banda del tema de los Bucelarios (Aspona, Akarkous, Bareta, Balbadona) y tres banda del tema Anatólico (Eudokias, Hagios Agapetos, Aphrazeia), asignando la nueva entidad al tema de Capadocia. La región de Kommata abarcaba así el área entre el río Halys al este, el lago Tatta al sur y el río Sangarios al oeste.